# Coddenham (Mid Suffolk)
Coddenham is een civil parish in het bestuurlijke gebied Mid Suffolk, in het Engelse graafschap Suffolk met 620 inwoners.